# 柯蒂斯·托马塞维奇
柯蒂斯·托马塞维奇（英語：Curtis Tomasevicz，1980年9月17日—），美国男子雪车运动员。他曾代表美国参加2006年、2010年和2014年冬季奥林匹克运动会雪车比赛，获得一枚金牌和一枚银牌。